# Aleksandar Blagojević
Aleksandar Blagojević (serbisch-kyrillisch Александар Благојевић, * 14. Januar 1971 in Kragujevac) ist Generaldirektor des serbischen Handballvereins RK Partizan Belgrad und ehemaliger Handballspieler. Der 1,95 m große Serbe wurde zumeist als mittlerer Rückraumspieler eingesetzt.

## Karriere
Aleksandar Blagojević begann bei Radnički Kragujevac mit dem Handballspiel. 1987 wechselte er zum RK Partizan Belgrad. 1992 ging er zum Stadtrivalen RK Roter Stern Belgrad, kehrte jedoch nach zwei Jahren wieder zu Partizan zurück, mit dem er 1995 Jugoslawischer Meister wurde. In der Saison 1996/97 lief er für RK Železničar Niš auf und gewann den jugoslawischen Pokal. Anschließend ging er in die spanische Liga ASOBAL zu CB Cantabria Santander, mit dem er 1998 die Copa ASOBAL und den Europapokal der Pokalsieger
gewann. Daraufhin unterschrieb er beim portugiesischen Verein Sporting Lissabon. 1999 kehrte er erneut zu Partizan zurück und errang 2001 wiederum den jugoslawischen Pokal. Seine Karriere ließ er beim griechischen Klub AS Ionikos Athen ausklingen, mit dem er im EHF Challenge Cup 2001/02 die zweite Runde und im Europapokal der Pokalsieger 2002/03 die dritte Runde erreichte.
Mit der jugoslawischen Juniorenauswahl gewann Aleksandar Blagojević 1991 die Junioren-Weltmeisterschaft. Mit der Jugoslawischen A-Nationalmannschaft gewann er bei der  Europameisterschaft 1996 die Bronzemedaille.
Nach dem Ende seiner aktiven Karriere wurde Blagojević, der ein Studium an der Fakultet sporta i fizičkog vaspitanja (FSFV) in Belgrad abgeschlossen hat, Geschäftsführer der deutschen Firma Hansgrohe und Mitbesitzer der serbisch-russischen Firma New-Met. Außerdem arbeitete er für den serbischen Handballverband (RSS) und den Sportverband Belgrad (SSB). Seit Juli 2007 ist er Generaldirektor von Partizan Belgrad.

## Sonstiges
Blagojević ist verheiratet und hat eine Tochter. Er spricht fünf Fremdsprachen: Englisch, Griechisch, Portugiesisch, Spanisch und Deutsch.